# São Miguel (otok)
Otok São Miguel (portugalska izgovorjava: [sɐ̃w miˈɣɛɫ], vzdevek »Zeleni otok« (Ilha Verde)), je največji in najbolj naseljen otok v portugalskem arhipelagu na Azori. Otok pokriva 760 km2 in ima okoli 140.000 prebivalcev, s 45.000 prebivalci v Ponta Delgadi, največjem mestu v arhipelagu.

## Zgodovina
Leta 1427 je São Miguel postal drugi otok, ki ga je Gonçalo Velho Cabral odkril, da bi ga naselili kolonisti iz kontinentalne Portugalske. Ta datum je negotov, saj se domneva, da je bil otok odkrit med letoma 1426 in 1437 in vpisan v portolan (starodavne pomorske karte, ki so bile prvič izdelane v 13. stoletju) v sredini 14. stoletja. Njegovo odkritje je kasneje zabeležil oče Gaspar Frutuoso v zgodovini Azorov, Saudades da Terra, ko je zapisal: Ta otok São Miguel, kjer smo ... smo, je gorski in pokrit z grapami in je bil, ko smo ga odkrili, prekrit z drevesi ... zaradi njegove vlažnosti, s svojimi vodnimi prhami in soteskami, toplimi s soncem ... 
Bilo je nekje po začetku naselitve Povoação Velha (na jugovzhodni obali), ko se je med 1439-1444 pojavilo v kraterju Sete Cidades (takrat nenaseljeno). O natančnem datumu ni zapisov, Gaspar Frutuoso pa je opozoril, da so se pomorščaki, ki so se vrnili v Sao Miguel (kmalu po odkritju), srečali z zahodnim delom otoka, ki se je popolnoma spremenil, debla in plovec so plavali v vodah okoli otoka. Po pristanku v Povoação so naseljenci poročali o občutku tresenja in popotresnih sunkih; ... tisti naseljenci, ki so živeli v svojih zemeljskih luknjah iz slame in sena, so slišali skoraj velik glasen zvok, grmenje in prhanje, ki je prihajalo iz zemlje z velikimi potresi, ki je še vedno potekala subverzija, ogenj z vrha pa je izginil.
V začetku 15. stoletja je Infante D. Henrique prvič odobril naselje na Azorih, številni naseljenci iz zgodovinskih pokrajin Estremadura, Alto Alentejo, Algarve in Madeira pa so odpotovali v São Miguel, pod Carta Régia (uredba regenta). Plodna tla in zmerno podnebje so privabili naseljence iz drugih držav, zlasti francoskih in kulturnih manjšin, kot so Judje in nekateri Mavri. Njegov geografski položaj in rodovitna tla so omogočila hiter gospodarski razvoj. Z ustanovitvijo vojaške garnizije je otok postal obvezno pristanišče v afriški in azijski trgovinski menjavi, izvoz sladkorja in kasneje Orcein’’ (barvilo, ki se je izvozilo v Flandrijo za izdelavo blaga), je stabiliziralo izvozno trgovino otoka.
Prva prestolnica otoka je bila Vila Franca do Campo, ki jo je prizadel potres leta 1522 in zemeljski plazovi. Tragedija je pomagala povzdigniti Ponta Delgado v upravni in gospodarski status prestolnice in poslovnega središča iz leta 1546.
Med portugalsko nasledstveno krizo leta 1580 so ljudje iz São Miguela zmagali v pomorski bitki Vila Franca proti francoski eskadrilji, ki je podpirala zahteve pretendenta Antónia, Priora Crata.
S portugalsko obnovitveno vojno (1640) je otok ponovno pridobil položaj trgovskega središča in vzpostavil nove stike z Brazilijo, ki je bila v tem obdobju močno kolonizirana. Nekatere otoške zgodovinske stavbe, vključno z dvorci in cerkvami, izvirajo iz tega obdobja; arhitekturna širitev in razvitost otoka izvira iz prihodkov od izvoza pomaranč, predvsem v Veliko Britanijo.
Leta 1831, v času liberalnih vojn, po pristanku vojakov, ki so bili zvesti kraljici Mariji II. v Nordesteju (ki jih je poslal bodoči vojvoda Terceira), je bil organiziran odpor proti absolutističnemu režimu na otoku. Leta 1832 je ta vojska razglasila pripadnost ustavni monarhiji in kraljici Mariji, ki je ustvarila kontingent, ki je plul na kontinent, kjer so bili vključeni v osvoboditev Porta.
Po liberalnih vojnah se je začelo obdobje razcveta gospodarstva in razširilo pristanišče Ponta Delgada z izvozom novih pridelkov, kot so čaj, ananas in tobak. Razvoj ribiške industrije, pridelava živil in širitev mlečne industrije so omogočili rast številnih prebivališč na otoku.
Po negeljnovi revoluciji je otok dobil sedež predsedstva avtonomne regije Azori, ki je v Ponta Delgadi, medtem ko je njegov gospodarski, družbeni in politični pomen v arhipelagu še naprej naraščal.

## Geografija

### Fizična geografija
São Miguel je prepreden s številnimi prelomi od severozahoda do jugovzhoda v smeri razpoke Terceira, trojnega stičišča evrazijske, afriške in severnoameriške tektonske plošče. Ta sistem je najbolje izražen na zahodnem delu otoka z obsežnimi geološkimi formacijami, kot je tektonski jarek Mosteiros (vzdolž zahodnega boka masiva Sete Cidades), tektonski jarek Ribeira Grande (vzdolž severnega boka masiva Água de Pau), ter številni stožci in razpoke v notranjosti otoka. V starodavnem kraterju v Furnasu so prelomi poravnani zahodno-severozahodno do vzhodno-jugovzhodno. Zbysewsky (1959) med drugim, opredeljuje osem geomorfoloških struktur na São Miguelu, ki ustrezajo oblikovnim značilnostim, ki so zgradile otok, med njimi: 
- Masiv Sete Cidades - območje, ki zavzema skrajni zahodni del otoka in ustreza do srednjega vulkanskega kraterja in kaldere, polne jezera, z različnimi stožci, usedlinami plovca, lavne kupole in maari. V severovzhodnem boku tega vulkana je tektonski jarek Mosteiros, zgradba, ki je nastala ob razpadu zemljišč in je bila vzdolž severozahodne do jugovzhodne orientacije. Poleg drugih regionalnih zlomov in radialnih prelomov so stari stožci in lavne kupole;
- Vulkanski sistem Picos ali regija Picos - leži vzdolž severozahodno-jugovzhodne poravnave in opredeljuje vrsto stožcev, ki so razpršeni in razmeroma ravne površine med masivoma Sete Cidades in Água de Pau;
- Masiv Água de Pau - ta osrednja značilnost ustreza osrednjemu vulkanu na otoku in vključuje Lagoa do Fogo (Ognjeno jezero), številne kupole lave in stožce plovca. Na severovzhodnem boku masiva je viden tektonski jarek Ribeira Grande, ki predstavlja tektonsko depresijo, usmerjeno proti severozahodu do jugovzhoda;
- Plato Achada das Furnas - območje z osrednjo ravnino, označeno s stožci in maari, z usedlinami vzdolž zahoda-severozahod do vzhoda-jugovzhoda in severozahoda do jugovzhoda;
- Vulkan Furnas - na vzhodnem delu otoka, ob južni obali in obsega dve starodavni kalderi, ki jih zaseda jezero (Lagoa das Furnas). V sistemu lahko najdemo veliko stožcev plovca, maar in lavve kupole;
- Vulkan Povoação - ki obsega osrednjo kaldero, na splošno dobro erodirano in katere južno obrobje je izginilo na južno obalo. V njeni notranjosti, ki jo zaznamujejo številne rečne doline in klifi, je več brizgajočih stožcev.
- Regija Tronqueira - zavzema skrajni vzhodni del otoka in ustreza gorskemu območju, razdeljenemu z mnogimi rečnimi dolinami, ki so po navadi omejene s tektonskimi zlomi;
- Severna obalna planota, ki je ob severovzhodnem delu otoka, označuje območje razmeroma zmerne topografije, omejeno z obalo na severu in severnim obokom kraterjev Furnas in Povoação na jugu.

São Miguel sestavlja šest vulkanskih con, vse so kvartarne v starosti, razen zadnjega, ki je deloma pliocen. Od zahoda proti vzhodu so ta območja: trahitni stratovulkan masiva Sete Cidades; polje alkalno-bazaltnih žlindrastih stožcev in tokov lave z malo trahita; trahitni stratovulkan v masivu Água de Pau; polje alkalno-bazaltnih žlindrastih stožcev in tokov lave z manjšimi trahiti; trahitni stratovulkan Furnas in ščit Nordeste, ki vključuje kaldero Povoação in je sestavljen iz alkalnega bazalta in trahita. Starost mirovanja v teh regijah je: 400 let za Sete Cidades, 145 za cono 2, 1150 za Água de Pau in 370 za Furnas, medtem ko se v zadnjih 3000 letih ne pojavijo izbruhi v Nordeste.
Te geomorfološke strukture so nastale z milijoni let sestavljene rasti, ki se je začela na vzhodnem delu otoka. Pred približno 4 milijoni let se je vulkan Nordeste razlil iz oceanskega dna v izbočenih in razpokanih izbruhih. Ti izbruhi so bili sestavljeni iz bazaltnih tokov lave in brizganja stožcev, katerih proizvodi so dosegli višino 1100 metrov, ki tvorijo gorsko območje Tronqueiro, Planalto dos Graminhais, Espigão dos Bois in Pico Verde (najdemo največji obseg v Pico da Vara). Toda pred približno 950.000 leti je sekundarni vulkanski sistem (vulkanski kompleks Povoação) izrinil izbruhe vulkana Nordeste, odgovornega za nove bazaltne lave in piroklastične usedline. S starostjo 200.000 let je tretji vulkan na São Miguelu, vulkan Água de Pau, začel v dveh fazah na zahodnem boku vulkana Povoação. Prva faza, sestavljena iz starejših materialov, ki so izbruhnili iz tokov lave in trahitnih piroklastov, je bila sekundarna faza, ki je ustrezala vulkanskim proizvodom, ki so se začeli pred 400.000 leti. Te zadnje vloge so vključevale piroklastične, trahitne tokove (lava in dvig), blatne tokove in mešanico bazaltov. V zahodnem delu otoka je nastal četrti vulkan: vulkan Sete Cidades je izbruhnil pred 200.000 leti in je še vedno bruhal pred približno 36.000 leti. Med 100.000 in 3800 leti se je v središču otoka med Água de Pau in Povoação pojavilo razpokanje integriranih lav in bazaltnih piroklastičnih usedlin, s čimer je nastal razpokan vulkanski sistem Congro. Ti izbruhi so bili eksplozivni in napajani z dejavnostmi v sosednjih vulkanskih sistemih. Približno 100.000 let nazaj se je razvil sekundarni sistem vzdolž meje vulkana Povoação, kompleksa "Furnas Volcano" (najmlajši vulkanski sistem) v treh fazah, ki mešajo piroklastične dvige, trahite in tokove lave ter eksplozivne snovi. Končno, sta dve plasti depozitov oblikovali razpokan vulkanski sistem Picosa med vulkanoma Água de Pau in Sete Cidades pred 31.000 leti, ki so združili otok. Ta tvorba je integrirala lavo, bazaltne piroklaste, stožčaste tufe in trahitne kupole v dva sloja (imenovana Ponta Delgada in Penhal da Paz subdepoisti) in sestavljena pred približno 5000 leti.
Površina vrha med Sete Cidades in Fogo je monogenetsko vulkansko polje, sestavljeno iz 270 vulkanov. Sestavljajo jih predvsem bazaltni stožci, ki so nastali med strombolskimi in havajskimi izbruhi. To je del otoka z najnovejšo vulkansko dejavnostjo. Najmlajši vulkani so razmeroma dobro datirani. Ocenjujejo, da se je v zadnjih 3000 letih pojavilo 19 izbruhov. Ljudje so opazili in zabeležili več izbruhov. Zadnji je potekal v 17. stoletju. Najbolj znan izbruh je znan kot Fogo 2, ki se je pojavil leta 1652.

### Biom
Starodavni lovorjev gozd - laurisilva - je večinoma nadomeščen z obdelanimi polji in uvoženimi drevesi in rastlinami, kot so vseprisotna drevesa kriptomerije. Obstaja nekaj vročih izvirov (caldeiras), ki se na splošno nahajajo v središču otoka, na območju, ki se razteza od Povoação do Nordeste.
Najvišja nadmorska višina na São Miguelu je Pico da Vara na 1103 metri. Leži na vzhodnem koncu otoka in je v središču posebnega varstvenega območja, ki vsebuje največji ostanek laurisilvenega gozda na otoku, ki je dom endemične in kritično ogrožene ptice, azorskega kalina (Pyrrhula murina).
Na voljo so ogledi kitov, ki se začnejo od Ponta Delgade in Vila Franca do Campo. Vidimo lahko morske želve, delfine in kite grbavce (Megaptera novaeangliae).

### Podnebje
Podobno kot na drugih otokih v arhipelagu, na São Miguel vplivajo morski tokovi in vetrovi, zlasti pa ciklonski zalivski tok. Deluje kot zmerna sila na otokih, pri čemer ohranja temperature med 14 °C in 26 °C skozi vse leto. Lokacija otoka omogoča tudi občutljivost na številne atlantske nevihte, padavine pa so v zimskih obdobjih pogoste. Čeprav so podnebni režimi odvisni od lokalne topografije, ima največje mesto Ponta Delgada subtropsko sredozemsko podnebje (Köppen Csa) z nizko sezonsko variabilnostjo in nihanjem dnevne temperature.

### Družbena geografija
Zaradi prevlade vulkanskih stožcev in kraterjev v notranjosti so se človeška naselja razvila predvsem ob obalnih in notranjih ravnicah. Poleg tega obstaja več skupnosti, ki so se razvile v starodavnih kraterjih (kot so Sete Cidades, Furnas ali Povoação), rečne doline (kot so Ribeira Chã, Pilar da Bretanha) ali obalne delte (Mosteiros). Ne glede na to so bila ta naselja večinoma agrarna in osredotočena okoli župnijskih cerkva in številnih plodnih zemljišč. Skupnost je bila večinoma izolirana skozi vse leto, zaradi velikih razdalj in grobe pokrajine na otoku in se je združila z razvojem številnih cest, ki obkrožajo in sekajo otok. Dve mesti sta se razvili, predvsem zato, ker je bil otok v notranjosti deljen z gorskimi vulkanskimi stožci: Ponta Delgada in Ribeira Grande. Na upravnem področju otok upravlja pet občin, v katerih imata Ponta Delgada in Ribeira Grande več upravnih funkcij, povezanih z njihovimi večjimi populacijami:
- Lagoa, najmlajša občina, ima približno 14.126 prebivalcev (popis iz leta 2008), ki vključuje južno-osrednje župnije vzhodno od Ponta Delgade;
- Nordeste, dobesedno severovzhodna občina, znana po izobilju naravne vegetacije in najvišji točki na otoku, Pico da Vara;
- Ponta Delgada vključuje ne samo industrijsko / trgovsko mesto Ponta Delgada, temveč tudi številne podeželske župnije, pa tudi velik krater Sete Cidades;
- Povoação, dom prve kolonije na otoku, Povoação je na jugovzhodnem delu otoka in vključuje aktivne in mirujoče vulkanske značilnosti, vključno z Furnasom in kraterjem Povoação;
- Ribeira Grande, druga največja občina s približno 30.852 prebivalci, je svojo listino prejela leta 1981 in vključuje obsežno območje severne obale (vključno z župnijo Rabo de Peixe, največjo župnijo po prebivalstvu);
- Vila Franca do Campo, nekoč sedež zgodovinske prestolnice São Miguela (dokler ni bil skoraj uničen zaradi potresa in zemeljskih plazov leta 1522), je ob južni obali med Lagoo in Povoação.

Lokalno upravo na lokalni ravni upravljajo civilne župnije ( freguesias), ki so odgovorne za zagotavljanje storitev in izvajanje občinskih pobud. Na podlagi zgodovinskih cerkvenih meja, ki so bile vzpostavljene po naselju, civilne župnije vodi predsednik, zakladnik in tajnik (na čelu župnijskega sveta). Ti predsedniki imajo občinski svet in predstavljajo svoje volilne enote v skupščinah občine Câmara. Na otoku São Miguel obstaja 64 lokalnih oblasti.